# Alabagrus
Alabagrus es un género de himenópteros apócritos de la familia Braconidae. Contiene 109 especies: Parasitoides de larvas que viven en la madera. Son relativamente grandes en tamaño y por eso se suelen confundir con icneumónidos.

## Especies seleccionadas
- Alabagrus albispina (Cameron, 1887);
- Alabagrus alixa Sharkey, 1988;
- Alabagrus arawak Sharkey, 1988;
- Alabagrus arua Sharkey, 1988;
- Alabagrus aymara Sharkey, 1988;
- Alabagrus botocudo Sharkey, 1988;
- Alabagrus caingang Sharkey, 1988;
- Alabagrus calibi Sharkey, 1988;
- Alabagrus caquetio Sharkey, 1988.